# Påskmat
Påskmat är den för landet eller kulturen typiska mat som serveras och äts under påskhelgen. Servering av en påskbuffé med många olika rätter och en efterrättskaka eller annan söt efterrätt är vanligt.

## Påskmat i Sverige

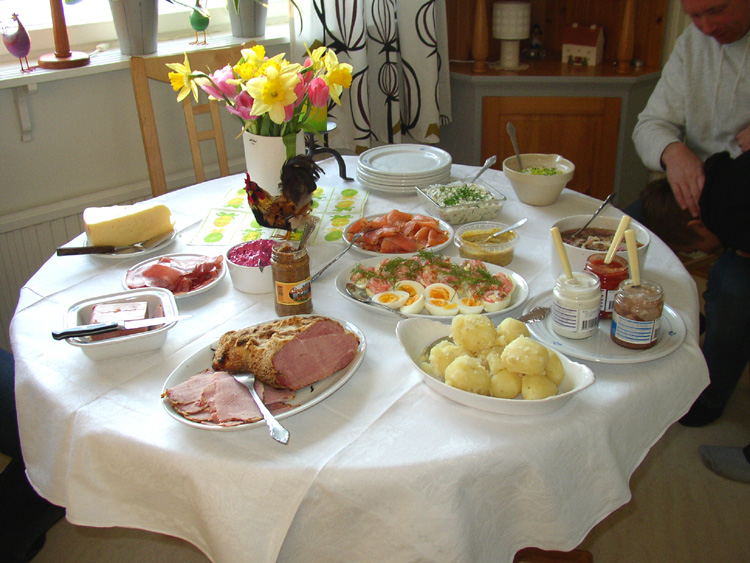
Ett svenskt påskmiddagsbord.

Länge var påsken inte någon större mathögtid eftersom skafferierna ofta var tomma den tiden på året. Fram till 1900-talet åt man saltad fisk på långfredagen. Det kunde vara salt sill, men även gravlax och saltad laxrygg. Sill och lax räknades som fattigmansmat. Under 1800-talet förekom ofta regionala traditioner. I Värmland serverades saltad svinmage fylld med korngryn och på Öland tillagades sillpudding. På påskaftonen kunde det förekomma något festligare måltidsvarianter än på långfredagen, som rökt fisk.
Under industrialiseringen i slutet av 1800-talet och början av 1900-talet firades påsken i större utsträckning och man började påskpynta. Påskskinka var en vanligare syn än julskinka. Grisar slaktades i allmänhet på hösten. Skinkan räknades till de finare delarna av grisen som skulle sparas till följande år. Den konserverades för att kunna förtäras på våren eller sommaren. Lammkött till påsk är en judisk influens. Den sena lamningen i Sverige medförde att lammen var för små för att ätas till påsk. Lammkött blev allt vanligare som påskmat under 1900-talet. I början handlade det om importerat lammkött från exempelvis Nya Zeeland, som ligger ett halvår före i tid. Med tiden har det kommit en fårras till Sverige som med särskilda förutsättningar ger lammkött till påsk.
Inledningsvis var ägg mer av dekoration än föda under påsk. Hönorna värpte dåligt precis efter vintersäsongen och folk kunde varnas för att äta ägg för tidigt på säsongen. Det var först under 1960-talet som tillgången till ägg blev god till påsk, när hönsen lurades på årstiderna med hjälp av värme och belysning. Normalt är Sverige självförsörjande på ägg. Vissa år under 2000-talet har det dock rapporterats om risk för äggbrist under påsken till följd av fågelinfluensa eller utbrott av salmonella på hönsfarmer, något som bland annat resulterat i tillfällig import av ägg.
Från slutet av 1900-talet och framåt ses fiskrätter som sill (exempelvis inlagd sill), böckling, Janssons frestelse och lax som påskmat. Påskmat varierar annars mellan olika regioner och landskap i Sverige men innehåller ofta ägg, lamm och laxrätter i olika tillagningar. Påskskinka är fortfarande ett alternativ till lamm. I övrigt marknadsförs ofta mat liknande julmat till påsk, som potatis, köttbullar, prinskorv och kalla röror. Likt julens julbord och julbuffé förekommer påskbord eller påskbuffé vid påsk. Till skillnad från julmaten är påskmaten ofta något "lättare" och innehåller vanligtvis en större andel fisk och grönsaker än julbordet. Det kompletteras ofta med godisfyllda påskägg och sötsaker av marsipan.
Rätter från det klassiska smörgåsbordet, som knäckebröd, ost och brännvin, brukar ingå i påskmaten. Påskmust är en bordsdryck i Sverige under påsken. Påsken firas främst under påskafton i Sverige, men påskmaten kan konsumeras under hela påskhelgen.

## Påskmat i Finland

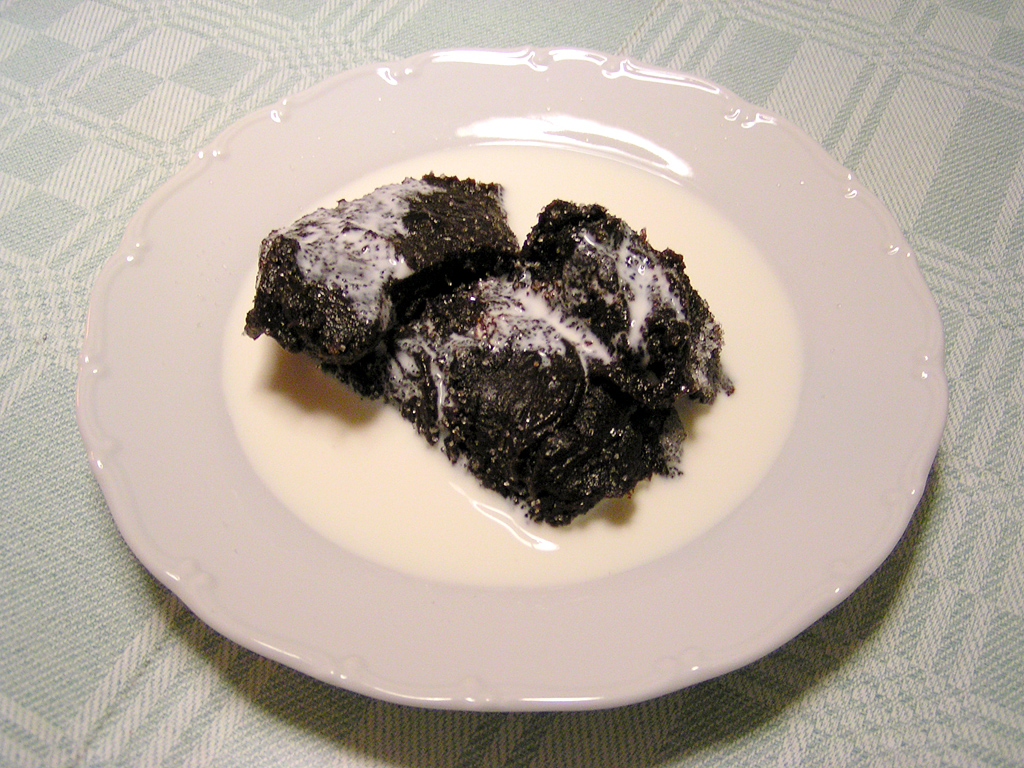
Finska påskrätten memma serverad med kaffegrädde och strösocker.

Finländarna har en påskrätt som kallas memma, detta är en efterrätt som i huvudsak är gjord på rågmjöl, rågmalt och sirap. Denna äts oftast med strösocker och kaffegrädde.
Påskens mat har varierat efter tillgång, trender och ekonomi. Bland borgerskapet var lutfisken och skinkan vanlig påskmat under 1800-talet. Den folkliga påskmaten var densamma som traditionell folklig festmat, så som feta soppor, korvar, gröt, ost, bröd och smör. På 1960-talet blev helstekt kyckling en påskdelikatess, som på 1980-talet ersattes av lamm.  
Ägg var länge en lyxvara i Finland. Att äta kokta ägg var således en sen företeelse bland den stora allmänheten. Ägg användes i folklig miljö endast i matlagningen medan borgerskapet åt kokta ägg åtminstone under hela 1800-talet. Det är oklart när man i Finland började förknippa ägg med påsken. Det verkar snarast vara så att det helt enkelt var tillgången på ägg under våren som gjorde att ägg så småningom blev vårens och därmed påskens festmat.
Memma var en maträtt som redan under medeltiden förekom bland den finskspråkiga befolkningen. Memma var inte bara en påskrätt, utan memma (fi. mämmi) var ett samlingsnamn för en hel kosttyp, på samma sätt som beteckningarna gröt, bröd eller soppa. Det var först på 1950-talet som memman blev något som så gott som alla i hela landet kände till. I det efterkrigstida Finland behövde man nationalsymboler. Påskmemma fanns bara i Finland och memman var så speciell, både till utseende och till smak, att den lämpade sig väl som nationalrätt.

## Påskmat i andra länder

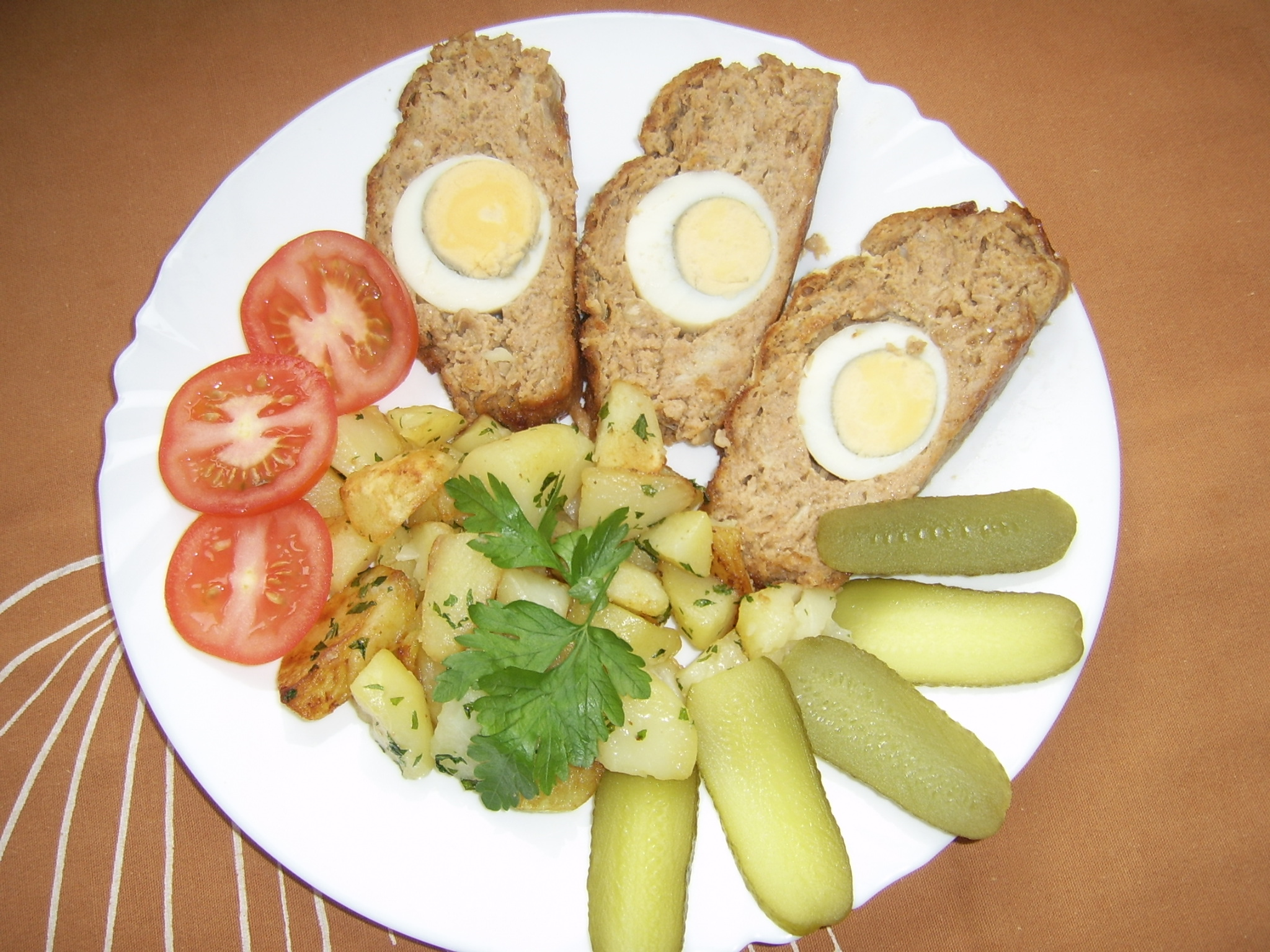
Ungersk köttfärslimpa med hårdkokta ägg.

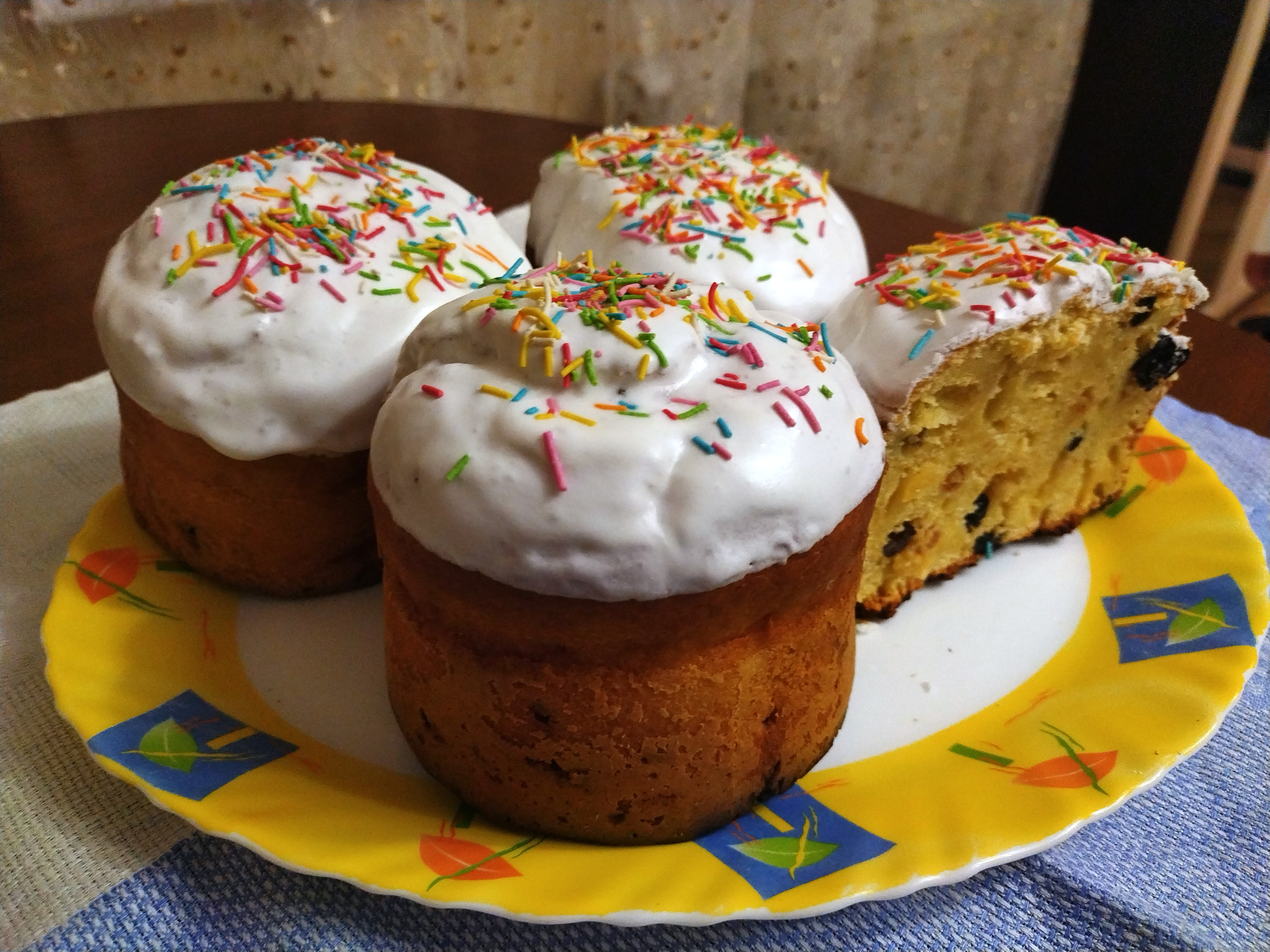
Kulich, ett ryskt påskbakverk.

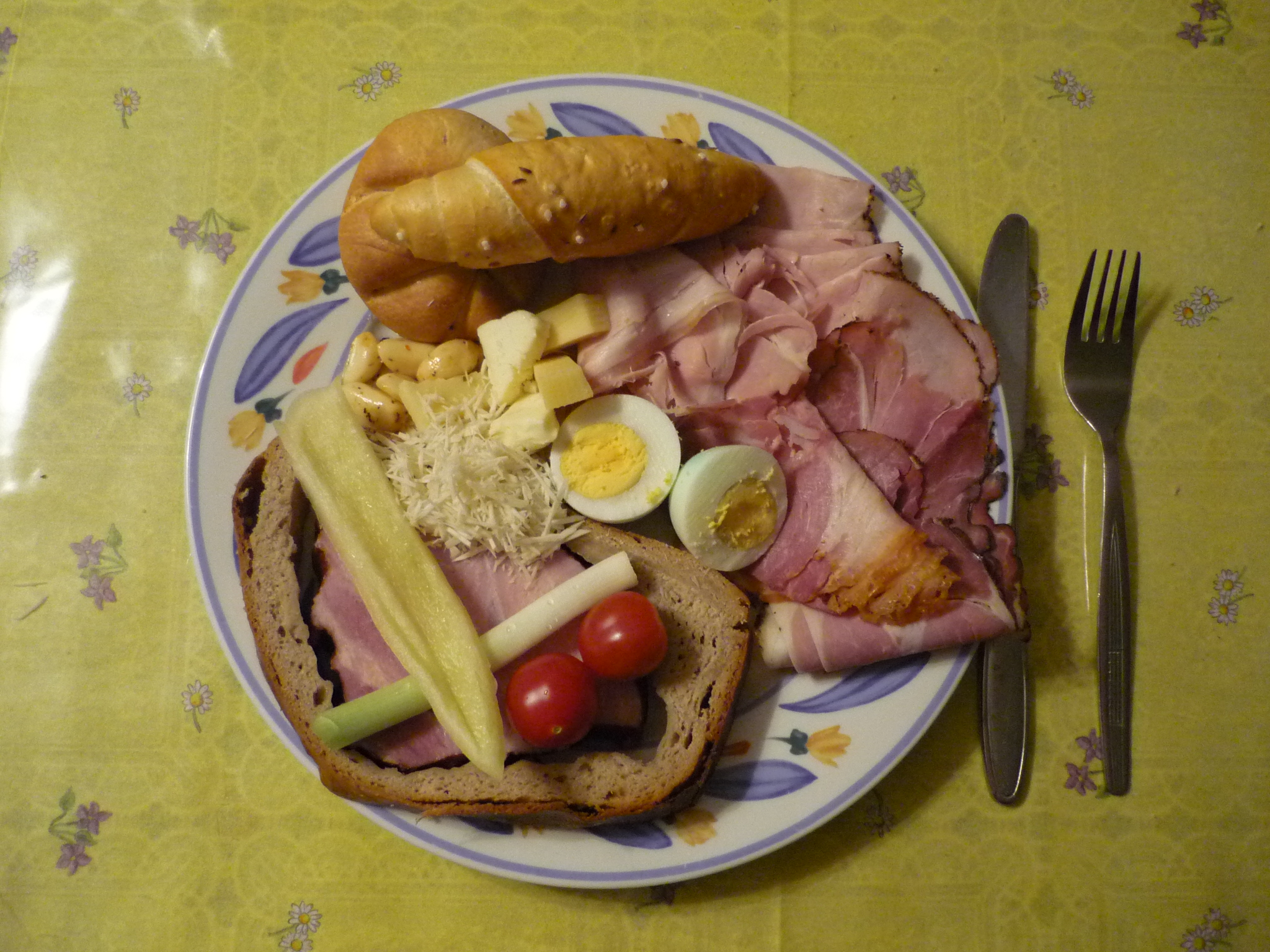
En vanlig österrikisk påsklunch med påskskinka.

I den judiska traditionen har påskalammet stor symbolisk innebörd genom ursprunget i uttåget ur Egypten. Genom att bestryka sina dörrar med blodet från ett nyslaktat lamm undkom man dödsängeln och kunde återvända till sitt land.
I Norge äts torkat, rökt och saltat lammlår till påsk. Till påskmaten i Norge hör även äggröra, potatissallad och läfsor.
Enligt isländsk tradition äts saltat lamm och ärtsoppa vid påsk. Isländska chokladägg innehåller ofta visdomsord, likt lyckokakor.
Även i Storbritannien är det vanligt med lammkött kring påsk, särskilt grillat sådant. Till efterrätt serveras traditionellt en ljus fruktkaka med mandelmassa och marsipan till en kopp te. Där förekommer även varma korsbullar (hot cross buns) till påsk. Bullarna, som traditionellt konsumeras på långfredagen, innehåller ofta russin och ett garnerat kors. Det är oklart om korset är en symbol för korsfästelsen eller om bullarna redan fanns då. Varma korsbullar serveras även i andra engelsktalande länder.
I Ungern lagar man köttfärslimpa med hårdkokta ägg på mitten av alla målade påskäggen man får i present under påskfirandet. Köttfärslimpan serveras ofta kall. Denna köttfärslimpa är vanlig bjudmat i Ungern, ungefär som smörgåstårta i Sverige. Köttfärslimpan kallas Stefania-skivor ("Stefania-szelet"), uppkallat efter kronprinsessa av Österrike 1881-1889, Stephanie av Belgien.
I USA och Kanada konsumeras skinka under påsk, en kvarleva sedan konserveringstiden då folk saknade kylskåp. Precis som i många andra länder är det vanligt att måla och äta ägg där.
I Tyskland äter man körvelsoppa (kerbelsuppe) på torsdagen inför påsk.
I Ryssland förekommer kulich till påsk, en cylinderformad efterrättskaka med russin och ibland strössel, liknande den italienska julkakan panettone. Enligt tradition ska man ta med sin kulich i en korg till kyrkan för att låta prästen välsigna kakan. Den välsignade kulichen äts därefter före frukost.
I Spanien äts brödet torrijas både som påskfrukost och resten av året. Det doppas i smaksatt mjölk och ägg innan det steks i olja, liknande fattiga riddare.
Påskbrödet pane di pasqua konsumeras i Italien under påsk och kan vara salt som sött. Ett helt ägg kan bakas in i brödet, likt grekiska tsoureki.